# Oncocephala polilloana
Oncocephala polilloana es una especie de insecto coleóptero de la familia Chrysomelidae.
Fue descrita científicamente en 1931 por Uhmann.